# Caungula
Caungula è una municipalità dell'Angola appartenente alla provincia di Lunda Nord. Ha 63.992 abitanti (stima del 2006).
Il capoluogo è Caungula.